# Черноозерское сельское поселение
Черноозерское сельское поселение — муниципальное образование (сельское поселение) в составе Звениговского района Марий Эл Российской Федерации.
Административный центр поселения — посёлок Чёрное Озеро.
Черноозерское сельское поселение располагается в западной части Звениговского района.

## История
Статус и границы сельского поселения установлены Законом Республики Марий Эл от 18 июня 2004 года № 15-З «О статусе, границах и составе муниципальных районов, городских округов в Республике Марий Эл».

## Население
| 2002 | 2010 | 2011 | 2012 | 2013 | 2014 | 2015 |
| ---- | ---- | ---- | ---- | ---- | ---- | ---- |
| 253  | ↘230 | ↘229 | ↘209 | ↘197 | ↘185 | ↘179 |
| 2016 | 2017 | 2018 | 2019 | 2020 | 2021 | 2023 |
| →179 | ↗182 | ↘175 | ↘173 | ↘160 | ↘155 | ↘145 |

## Состав поселения
В состав сельского поселения входят 3 населённых пункта:
| № | Населённый пункт | Тип населённого пункта          | Население |
| - | ---------------- | ------------------------------- | --------- |
| 1 | Долгая Старица   | деревня                         | ↘35       |
| 2 | Маркитан         | посёлок                         | →2        |
| 3 | Чёрное Озеро     | посёлок, административный центр | ↘193      |